# Felix Katongo
Felix Katongo (ur. 18 kwietnia 1984 w Mufulirze) – zambijski piłkarz grający na pozycji pomocnika. Jest młodszym bratem Christophera Katongo.